# They Made Me a Criminal
They Made Me a Criminal (prt: Não Sou Criminoso; bra: Tornaram-Me Criminoso) é um filme estadunidense de 1939, do gênero drama policial, dirigido por Busby Berkeley e estrelado por John Garfield, Claude Rains e o grupo Dead End Kids, com roteiro baseado na peça teatral Sucker, de Bertram Millhauser e Beulah Marie Dix
É um remake de The Life of Jimmy Dolan, de 1933.

## Elenco
- John Garfield ...Johnny Bradfield
- Claude Rains ...Det. Monty Phelan
- Ann Sheridan ...Goldie West
- May Robson ...Grandma Rafferty
- Gloria Dickson ...Peggy
- Ward Bond ...Lenihan
- William B. Davidson ...o chefe dos detetives
- Robert Gleckler ... Doc Ward
- Billy Halop ...Tommy
- Bobby Jordan ...Angel
- Leo Gorcey ...Spit
- Gabriel Dell ...T.B.
- Huntz Hall ...Dippy
- Bernard Punsley ...Milt